# Steven Mnuchin
Steven Terner Mnuchin (New York, 21 december 1962) is een Amerikaans politicus, bankier en filmproducent. Hij was minister van Financiën in het kabinet-Trump I van 13 februari 2017 tot 20 januari 2021.

## Jeugd en opleiding
Steven Mnuchin werd geboren in de Joodse familie van de New Yorkse Elaine Terner Cooper en Robert E. Mnuchin uit Washington (Connecticut). Zijn vader was bankier en partner bij de zakenbank Goldman Sachs, verantwoordelijk voor aandelenhandel en was lid van het managementteam. Ook was hij oprichter van de Mnuchin Gallery op 45 East 78th Street in New York, en werd hij kunsthandelaar. Steven studeerde net als zijn vader aan de Yale-universiteit, waar hij betrokken was bij het Yale Daily News en de sociëteit Skull and Bones. Hij woonde in het oude Taft Hotel samen met de huidige miljardair en investeerder Eddie Lampert en Sam Chalabi. Hij reed rond in een Porsche en werkte tijdens de zomers bij de Salomon Brothers tot hij in 1985 afstudeerde.

## Carrière
Net als zijn vader die er drie decennia werkte, werkte Steven Mnuchin ook bij Goldman Sachs. Hij verzamelde tijdens zijn periode daar een vermogen dat wordt ingeschat boven de $40 miljoen.
In 2002 verliet Mnuchin Goldman Sachs voor korte tijd, en werkte hij bij zijn voormalig huisgenoot in Yale, Lampert, bestuursvoorzitter van Sears. Ook werkte hij korte tijd bij Soros Fund Management, bij hun afdeling private equity tijdens de "Goldman" periode met Jacob Goldfield en Mark Schwartz.
Na deze klussen richtte hij in 2004 Dune Capital Management en RatPac-Dune Entertainment, waar hij een aantal bekende films produceerde, waaronder de X-Men filmserie en Avatar. Tijdens de economische crisis keerde Mnuchin terug naar de bankwereld. Dune kocht in 2009 de failliete hypotheekbank IndyMac voor $ 1,6 miljard op van de Federal Deposit Insurance Corporation, en hernoemde het naar OneWest met als voorzitter Mnuchin. Hierbij verzekerde hij zich van enkele garanties van de FDIC, waaronder dat zij de slechtste leningen zouden overnemen. Binnen een jaar was de bank weer winstgevend. Volgens de The New York Times was OneWest "betrokken bij een serie rechtszaken over twijfelachtige hypotheekexecuties, en schikte hij diverse zaken voor miljoenen dollars". Daarnaast zouden ze diverse malen zijn aangeklaagd door het Department of Housing and Urban Development (Ministerie van Huisvesting) vanwege de afhandeling van hypotheken. OneWest werd in 2015 verkocht aan CIT Group voor 3,4 miljard. Anno 2016 is Mnuchin nog altijd CEO bij Dune Capital Management.
In Hollywood produceerde Mnuchin, samen met filmproducent Brett Ratner en financier James Packer, in samenwerking met RatPac-Dune Entertainment, de films American Sniper en Mad Max: Fury Road. Mnuchin was co-voorzitter van het filmbedrijf van het drietal, Relativity Media, maar verliet het bedrijf kort voor het failliet ging.

## Politieke activiteit
Mnuchin steunde Mitt Romney tijdens de Amerikaanse presidentsverkiezingen van 2012, maar doneerde eerder ook aan democratische kandidaten als Barack Obama en Hillary Clinton. Hij zou een voorstander ervan zijn om iedere verkiezing de beste kandidaat te steunen. Mnuchin was al lange tijd zakenpartner met Donald Trump in zijn rollen bij Dune, en in mei 2016 werd hij benoemd tot finance chair van Trumps presidentiële campagne. Hiermee was hij verantwoordelijk voor het op poten zetten van een infrastructuur om effectief donaties binnen te halen - een uitdaging nadat Trump zelf verklaard had de campagne te willen financieren. Na de presidentsverkiezingen van 2016 werd hij genoemd als potentiële minister van Financiën in het kabinet-Trump I en eind november werd bekend dat Trump hem inderdaad zou nomineren als zodanig.

## Persoonlijk leven
In 1999 trouwde Mnuchin met Heather deForest Crosby (met wie hij drie kinderen heeft). Ze scheidden in 2014, en in 2017 trouwde hij met Louise Linton.
- Gemeinsame Normdatei: 1121632319
- International Standard Name Identifier: 0000 0004 9893 6711
- Library of Congress Control Number: no2018013729
- Virtual International Authority File: 5822148209313000460005
- WorldCat: E39PBJh8TPKDgYd89DrF8tFdwC